# Calloria
Calloria is een geslacht van schimmels uit de familie Calloriaceae. De typesoort is Calloria fusarioides. De naam van het geslacht werd voor het eerst geldig gepubliceerd in 1836 door Elias Magnus Fries.

## Soorten
Volgens Index Fungorum telt het geslacht 41 soorten (peildatum maart 2022):
| Soortnaam                             | Auteur(s)                      | Publicatiejaar |
| ------------------------------------- | ------------------------------ | -------------- |
| Calloria aegiphilae                   | Rehm                           | 1900           |
| Calloria assimilis                    | (Cooke & Peck) R. Heim         | 1976           |
| Calloria atrosanguinea                | Rehm                           | 1907           |
| Calloria austriaca                    | Höhn.                          | 1903           |
| Calloria caricinella                  | (Peck) Seaver                  | 1951           |
| Calloria coccinea                     | Syd. & P. Syd.                 | 1909           |
| Calloria deliculata                   | P. Karst.                      | 1871           |
| Calloria faberi                       | J. Kunze                       | 1891           |
| Calloria fairmanii                    | Rehm                           | 1911           |
| Calloria galii                        | Fuckel                         | 1870           |
| Calloria galiorum                     | Dennis                         | 1990           |
| Calloria gentianae                    | Grelet & Croz.                 | 1928           |
| Calloria glagosa                      | (Ellis & Everh.) Seaver        | 1951           |
| Calloria helotioides                  | (Rehm) Seaver                  | 1951           |
| Calloria hungarica                    | Rehm                           | 1906           |
| Calloria incarnata                    | Bres.                          | 1897           |
| Calloria kansensis                    | Ellis & Everh.                 | 1898           |
| Calloria lithospermi                  | (Ellis & Everh.) Seaver        | 1951           |
| Calloria melaena                      | Kirschst.                      | 1944           |
| Calloria mellea                       | Roum.                          | 1881           |
| Calloria mercurialis                  | (Boud.) Boud.                  | 1904           |
| Calloria minutula                     | E. Bommer, M. Rousseau & Sacc. | 1906           |
| Calloria muelleri                     | (Willey) Seaver                | 1951           |
| Calloria nitens                       | (E.K. Cash) Seaver             | 1951           |
| Calloria oleosa                       | (Ellis) Sacc.                  | 1889           |
| Calloria oregonensis                  | Kanouse                        | 1939           |
| Calloria pouroumae                    | (Henn.) Kirschst.              | 1938           |
| Calloria pusilla                      | Ade                            | 1926           |
| Calloria rubella                      | Fuckel                         | 1870           |
| Calloria sanguinea                    | Quél.                          | 1873           |
| Calloria sarothamni                   | Fuckel                         | 1874           |
| Calloria scolicospora                 | Rehm                           | 1878           |
| Calloria solidaginis                  | Kanouse                        | 1935           |
| Calloria straminea                    | Quél.                          | 1883           |
| Calloria subalpina                    | Rehm                           | 1912           |
| Calloria tasmanica                    | Rodway                         | 1918           |
| Calloria tremelloides                 | (Grev.) L. Lombard             | 2021           |
| Calloria trichorosella                | Rehm                           | 1896           |
| Calloria trigoniae                    | Rehm                           | 1900           |
| Calloria tumidula                     | Rick                           | 1932           |
| Calloria urticae (Brandnetelschijfje) | (Pers.) J. Schröt. ex Rehm     | 1903           |